# Mistrzostwa Włoch w Skokach Narciarskich 2013
Mistrzostwa Włoch w Skokach Narciarskich 2013 – zawody o letni tytuł mistrza Włoch w skokach narciarskich, odbyły się w dniach 13-19 października 2013 roku w Planicy i Predazzo.
13 października zawodnicy rywalizowali na skoczni HS 139 w Planicy. Jedyną rozgrywaną konkurencją był konkurs indywidualny mężczyzn. Zwycięzcą zawodów został Sebastian Colloredo. Drugie miejsce zajął Andrea Morassi, a brąz zdobył Davide Bresadola. 19 października na skoczni HS 106 w Predazzo rozegrano trzy konkurencje indywidualne. Wśród mężczyzn medale zdobyli: Colloredo przed Bresadolą i Diego Dellasegą w kategorii seniorów oraz Federico Cecon przed Daniele Varesco i Zeno Di Lenardo w kategorii juniorów. Wśród kobiet wygrała Elena Runggaldier przed Manuelą Malsiner i Robertą D'Agostiną.

## Wyniki

### Konkurs indywidualny na skoczni K 125 (13.10.2013)
| Miejsce | Zawodnik            | Skok 1 | Skok 2 | Punkty |
| ------- | ------------------- | ------ | ------ | ------ |
| 1       | Sebastian Colloredo | 134,0  | 127,5  | 246,7  |
| 2       | Andrea Morassi      | 130,0  | 134,5  | 245,6  |
| 3       | Davide Bresadola    | 129,0  | 129,5  | 241,8  |
| 4       | Alessio De Crignis  | 121,0  | 124,5  | 216,9  |
| 5       | Diego Dellasega     | 126,5  | 118,5  | 215,0  |
| 6       | Michael Lunardi     | 122,5  | 120,5  | 210,9  |
| 7       | Roberto Dellasega   | 122,0  | 121,5  | 210,8  |
| 8       | Federico Cecon      | 121,0  | 122,0  | 209,4  |
| 9       | Zeno Di Lenardo     | 114,5  | 118,0  | 189,0  |
| 10      | Daniele Varesco     | 116,0  | 115,0  | 186,8  |
| 11      | Aaron Kostner       | 94,0   | 103,0  | 120,1  |
| 12      | Joy Senoner         | 96,0   | 96,0   | 108,1  |
| 13      | Roberto Tomio       |        |        |        |
| 14      | Paolo Corradini     |        |        |        |
| 15      | Raffaele Buzzi      |        |        |        |